# Río Sayarani
Río Sayarani är ett vattendrag i Bolivia.   Det ligger i departementet La Paz, i den centrala delen av landet, 240 km nordväst om huvudstaden Sucre.
Omgivningen kring Río Sayarani är i huvudsak ett öppet busklandskap. Området är  glesbefolkat, med 20 invånare per kvadratkilometer.